# Castilleja austromontana
Castilleja austromontana là loài thực vật có hoa thuộc họ Cỏ chổi. Loài này được Standl. & Blumer mô tả khoa học đầu tiên năm 1911.